# Carlos Pérez (rokometaš)
Carlos Pérez, madžarski rokometaš kubanskega rodu, * 26. avgust 1971, Havana.
Leta 2004 je na poletnih olimpijskih igrah v Atlanti v sestavi madžarske reprezentance osvojil 4. mesto. Prav tako je 4. mesto osvojil na poletnih olimpijskih igrah v Londonu.